# Jules Hauzeur
Jules Vanderheyden à Hauzeur, dit Jules Hauzeur, né le 24 décembre 1822 à Liège où il meurt le 29 juin 1909, est un ingénieur, entrepreneur et chef d'entreprise belge. Il est surtout l'un des fondateurs de la Compagnie royale asturienne des Mines, dont il est le directeur général de 1853 à 1909 et le président du conseil d'administration de 1884 à 1909.

## Biographie
Jules Jean Maximilien Vanderheyden à Hauzeur, né le 24 décembre 1822 à Liège, est le fils de Marie Julie Lesoinne et de Laurent-Charles Vanderheyden à Hauzeur, docteur en médecine (1782-1845),. Le jeune homme, qui passe son enfance au château du Val-Benoît entouré de sa famille maternelle, commence en 1841 des études d'ingénieur à l'École des mines de Liège. En plus de suivre les traditions industrielles des familles Vanderheyden et Lesoinne en tant qu'ingénieur, il va également présenter l'épreuve préparatoire en philosophie et lettres en 1843 et sa candidature en sciences mathématiques et physiques en 1844. Après avoir obtenu son diplôme d'ingénieur civil des mines, il est l'un des premiers membres de l'Association des ingénieurs sortis de l'École de Liège (A.I.Lg) dès 1848.
Jules hauzeur est envoyé en 1849 par ses oncles Adolphe Lesoinne et Édouard Vanderheyden à Hauzeur pour participer à la gestion des charbonnages d'Arnao (qui fait partie de la commune de Castrillón, en Espagne), où Maximilien et Adolphe Lesoinne ont depuis 1833 une concession de houille. Il veut utiliser les houilles de ce charbonnage pour traiter les minerais (plomb et calamine) extraits du gisement que Maximilien et Adolphe Lesoinne possèdent depuis 1829 à San Narciso au Pays basque espagnol. Vu que les investissements nécessaires pour réaliser cette entreprise sont considérables, il doit recourir à des capitaux externes qui sont finalement apportés par Jonathan-Raphaël Bischoffsheim et Louis Raphaël Bischoffsheim, deux frères qui sont respectivement banquiers à Bruxelles et Paris, ainsi que par Eugène Pereire et plusieurs investisseurs espagnols. La société résultante, la Compagnie royale asturienne des Mines, est constituée en mai 1853 à Bruxelles et compte cinq belges (dont quatre liégeois) parmi ses neufs membres.
Nommé directeur général de la société, il s'occupe de la construction d'une fonderie à Arnao qui est opérationnelle dès 1855. Il épouse Marie Hyacinthe Éugenie Lamarche (1832-1876) en avril 1856 et dans les années qui suivent, il agrandit les installations et cherche de nouveaux gisements avec l'aide de son beau-père Gilles-Antoine Lamarche. Il pousse vers une diversification et une intégration de la production, faisant édifier une fonderie de plomb à Errenteria en 1859, ce qui va permettre à la société d'effectuer elle-même le laminage des lingots de zinc dès 1864. En 1869, il crée une usine à Auby, dans le nord de la France, où sont installés trois trains de laminoirs et une fonderie. Cette dernière est équipée d'un four à gazomètre Siemens mais comme les fours liégeois à chauffe directe s'adaptent mal au gazomètre, il conçoit un four à semi-gazomètre, qui porte son nom et est opérationnel à l'usine d'Auby en 1877.
À la suite du décès de Jonathan-Raphaël Bischoffsheim, il devient président du conseil d'administration de la Compagnie royale asturienne des Mines en 1884. Sous sa direction, l'entreprise poursuit l'agrandissement de son domaine minier en Espagne, en France, en Tunisie et au Maroc et se lance dans l'industrie chimique avec la création d'une usine, annexée à une fonderie espagnole, qui fabrique de la couleur à base de plomb et fonctionne à plein rendement dès 1895. Son fils aîné Jules (1873-1898) meurt inopinément après avoir achevé ses études, et c'est donc son fils cadet Louis, né en 1876, qui entre en 1903 à la Compagnie royale asturienne des Mines en tant qu'ingénieur après des études à l'École des mines de Berlin et qui prend la tête de l'entreprise après le décès de son père,.
Jules Hauzeur décède le 29 juin 1909 à Liège,, et comme le rappelle la rubrique nécrologique du journal La Meuse il pouvait être considéré comme le prototype du pater familias qui « consacre sa vie entière au bonheur des siens » et il avait conservé « une extraordinaire vigueur intellectuelle et corporelle » qui lui a permis d'imprimer « une si puissante impulsion » et « une si grande extension » à la Compagnie royale asturienne des Mines.

## Origine du patronyme«Vanderheyden à Hauzeur»
Un article publié en 1898 dans L’Écho des mines et de la métallurgie détaille l'origine probable du « curieux » nom de famille de « Vanderheyden à Hauzeur » : « Si nos souvenirs sont exacts, la famille Hauzeur, du Val Benoît à Liège, ex fabricants brasseurs et meuniers, très honorable, auraient eu jadis des relations d'amitié avec un richissime célibataire hollandais Van der Heyden, lequel, au déclin de sa vie, vint résider chez les Hauzeur et leur légua sa fortune à la condition que les Hauzeur ajoutassent à leur nom de famille celui du légataire avec la conjonction à - voulant sans doute exprimer le don fait par lui à Hauzeur. Le nom même de la famille sera donc un éternel souvenir du bienfait. Jolie tradition ».